# Drégelypalánki János
Drégelypalánki János (17. század) református lelkész, egyházi író.

## Élete
Debrecenben tanult, Tállyán volt református lelkész. 1666-ban az ungi egyházmegye egyik, T-vel kezdődő nevű településén teljesített lelkészi szolgálatot, 1689-ben pedig a tiszántúli egyházkerületben működött mint lelkész, 1692-től egy L-lel kezdődő nevű községben szolgált.

## Munkái
- Conciones in Catechesim Palatinatam Secundum explicationes Catechetichas Zachariae Vrsini; quibus adjuncta sunt Authorum Theologorum Bucani, Wendelini, Wollebii, Amesii, Thomae Félegyházi opera Theologica. His addita: Catena Salutis… Kassa, 1667. (2. jav. és bőv. kiadása Via Salutis Secundum Catechesin Palatinam címmel Debreczenben 1682-ben jelent meg. Az egész könyv magyar, csak a címek latinok.)
- Speculum Mysticum in quo magnum illud piétatis mysterium S. S. Trinitátis, et proxime distinctio trium personárum divinárum in una essentia aliquaténus in Ideis enucleatur, et in uno quasi vestigio illustratur. Cui accesserunt Medicina Sacra Conscientiae sauciatae. Expositio Orationis Dominicae, Cum orationibvs aliquot publicis atque privátis. Cassoviae, 1668. (2. kiadás, Debreczen, 1682. Csak a címlapok latinok, az egész szöveg magyar.)
- Praxis Pietatis Contracta. Et Secundum Documenta Practica. Compendiose exposita. az az: A' Praxis Piétátisból vett és a' szerint el intéztetett, alkalmaztatott, és rövid summában bé-foglaltatott, kegyesség gyakorlására tartozó idvességes Textusok és tanúságok. Mellyekhez adattatott ama Harmas Kesertetnek t. i. az ördög, a test, és e' világ késértetinek bizonyos Tanításokban foglaltatott. Lelki Diadalma. Es a' Divortiumnak-is Praxisa. Ama' jeles Templombeli és magánosan való válogatott könyörgésekkel edgyütt, mellyek közönséges lelki épületre ki-adattak. D. P. J. L. E. T. A. Debreczenben, 1692.
- Sacra Medicina. (Bod említi hely és év n., ennek elöljáró beszédében ír a magyarországi reformációról és reformátorokról.)